# Jörg von Polheim
Jörg von Polheim (* 21. August 1959 in Hückeswagen) ist ein deutscher Politiker (FDP).

## Leben
Die Polheims sind eine seit 1798 bezeugte Bäckerfamilie aus Hückeswagen.
Nach dem Abitur 1978 nahm Polheim ein Studium der Bautechnik an der Bergischen Universität Wuppertal auf, das er 1984 mit der Prüfung als Diplom-Bauingenieur abschloss. Im Anschluss absolvierte er eine Bäckerlehre und 1988 bestand er die Prüfung als Bäckermeister. Am 1. Januar 1988 übernahm er als selbständiger Bäckermeister den Familienbetrieb in Hückeswagen am Etapler Platz.
Von Polheim trat 1990 der FDP bei, ein Jahr später stieg er in den Vorstand der Ortspartei auf. Er ist seit 1994 Mitglied im Rat der Stadt Hückeswagen und wurde Fraktionsvorsitzender seiner Partei. In der Wahlperiode 2020–2025 ist er Vorsitzender des Wahlprüfungsausschusses. Von 2008 bis 2014 war er Vorsitzender der FDP des Oberbergischen Kreises (FDP Oberberg).
Jörg von Polheim ist Mitglied in der Gesellschafterversammlung der HEG Hückeswagener Entwicklungsgesellschaft mbH & CO. KG. Von Beruf ist er Diplom-Ingenieur und betreibt seit 1988 als selbstständiger Bäckermeister die Bäckerei und Konditorei von Polheim in Hückeswagen. Er ist verheiratet mit der Kommunalpolitikerin Sabine von Polheim und hat vier Kinder.
Am 25. Oktober 2008 wurde er zum Bundestagskandidaten für den Wahlkreis Oberbergischer Kreis nominiert, auf der Landesliste besetzte er Platz 21, womit er knapp den Einzug ins Parlament verpasste. Als Werner Hoyer am 1. Januar 2012 Präsident der Europäischen Investitionsbank wurde und dafür sein Mandat niederlegte, rückte von Polheim in den Bundestag nach. Durch eine von ihm gestartete Initiative wurde im Oktober 2013 die Vereinigung "Liberale Handwerker" innerhalb der FDP gegründet.
Durch das Scheitern seiner Partei an der Fünf-Prozent-Hürde war er im 18. Bundestag nicht mehr vertreten.
Im Jahr 2025 kandidiert er für seine Partei in seiner Heimatstadt als Bürgermeister.